# Adi Asya Katz
Adi Asya Katz (31 de marzo de 2004) es una deportista israelí que compite en gimnasia rítmica, en la modalidad individual. Ganó cuatro medallas en el Campeonato Europeo de Gimnasia Rítmica, en los años 2022 y 2023.

## Palmarés internacional
| Campeonato Europeo | Campeonato Europeo | Campeonato Europeo | Campeonato Europeo   |
| Año                | Lugar              | Medalla            | Prueba               |
| ------------------ | ------------------ | ------------------ | -------------------- |
| 2022               | Tel Aviv (Israel)  | Medalla de bronce  | Cinta                |
| 2022               | Tel Aviv (Israel)  | Medalla de bronce  | Concurso por equipos |
| 2023               | Bakú (Azerbaiyán)  | Medalla de plata   | Aro                  |
| 2023               | Bakú (Azerbaiyán)  | Medalla de bronce  | Concurso por equipos |